# Кыренское сельское поселение
Се́льское поселе́ние «Кыренское» (бур. Хэрэнэй hомон) — муниципальное образование в Тункинском районе Бурятии Российской Федерации.
Административный центр — село Кырен.

## История
Статус и границы сельского поселения установлены Законом Республики Бурятия от 31 декабря 2004 года № 985-III «Об установлении границ, образовании и наделении статусом муниципальных образований в Республике Бурятия»

## Население
| 2002  | 2011  | 2012  | 2013  | 2014  | 2015  | 2016  |
| ----- | ----- | ----- | ----- | ----- | ----- | ----- |
| 5434  | ↘5396 | ↘5373 | ↘5341 | ↘5283 | ↘5271 | ↗5275 |
| 2017  | 2018  | 2019  | 2020  | 2021  | 2023  | 2024  |
| ↘5210 | ↘5188 | ↘5132 | ↗5191 | ↗5953 | ↘5893 | ↗5936 |

## Состав сельского поселения
| № | Населённый пункт | Тип населённого пункта       | Население |
| - | ---------------- | ---------------------------- | --------- |
| 1 | Кырен            | село, административный центр | ↗5936     |